# East Rochester (Ohio)
East Rochester é um lugar designado pelo censo localizado no condado de Columbiana no estado estadounidense de Ohio. No Censo de 2010 tinha uma população de 231 habitantes e uma densidade populacional de 209,37 pessoas por km².

## Geografia
East Rochester encontra-se localizado nas coordenadas 40° 44′ 58″ N, 81° 02′ 24″ O. Segundo a Departamento do Censo dos Estados Unidos, East Rochester tem uma superfície total de 1.1 km², da qual 1.1 km² correspondem a terra firme e (0%) 0 km² é água.

## Demografia
Segundo o censo de 2010, tinha 231 pessoas residindo em East Rochester. A densidade populacional era de 209,37 hab./km². Dos 231 habitantes, East Rochester estava composto pelo 98.7% brancos, o 1.3% eram afroamericanos, o 0% eram amerindios, o 0% eram asiáticos, o 0% eram insulares do Pacífico, o 0% eram de outras raças e o 0% pertenciam a duas ou mais raças. Do total da população o 0.43% eram hispanos ou latinos de qualquer raça.